# フラッグ (カクテル)
フラッグ（Flag）は、リキュールをベースとするカクテルであり、ショートドリンク（ショートカクテル）に分類される。正式名称はフラッグ・カクテルであるが、通常、フラッグと省略するので以降もフラッグと記す。ショートドリンクなのにもかかわらず、シェークとビルドの2つの技法を併用して作られるのが特徴。1959年当時は、有名なカクテルであった。

## 標準的なレシピ
- アプリコット・ブランデー ＝ 30ml
- クレーム・ド・ヴァイオレット ＝ 1tsp
- オレンジ・キュラソー ＝ 4drop〜4dash
- ポート・ワイン ＝ 適量

### 作り方
1. まず、カクテル・グラス（容量75〜90ml程度）に、クレーム・ド・ヴァイオレットを注ぐ。
2. 次に、アプリコット・ブランデーとオレンジ・キュラソーをシェークして、そのカクテル・グラスに注ぐ。
3. 最後に、適量のポート・ワインを注げば完成である。なお、ステアは行わない。

### 備考
- クレーム・ド・ヴァイオレットとポート・ワインは、シェークを行わない（カクテル作成中に冷却が行われない）ので、ショートドリンクとしては、比較的高い温度となる。
- ポート・ワインの代わりに、赤ワインを使う場合もあり、この時は、赤ワインをフロートさせる[2]。